# Suarius fedtschenkoi
Suarius fedtschenkoi is een insect uit de familie van de gaasvliegen (Chrysopidae), die tot de orde netvleugeligen (Neuroptera) behoort. 
Suarius fedtschenkoi is voor het eerst wetenschappelijk beschreven door McLachlan in Fedchenko in 1875.